# Мишо Мишев
Мишо Димитров Мишев е политик от Българската комунистическа партия (БКП). Участник в комунистическото съпротивително движение по време на Втората световна война, партизанин от Радомирски партизански отряд. Генерал-лейтенант.

## Биография
Мишо Мишев е роден в с. Бойница, Видинско на 23 юли 1911 г. Като ученик става член на РМС. През 1931 г. става член на БКП и основава организация в родното си село. Там е секретар на организацията. Завършва Ломското педагогическо училище (1932). Работи като учител, но е уволнен по чл. 70 от ЗЗД. Заминава за София, където е член на трети партиен район. Там е бояджия и търговски работник. От 1937 до 1938 г. е член на Окръжния комитет на РМС. През следващите години заема партийни длъжности в Кула (член на ОК на БКП) и София (член на Димитровския РК от 1935) до 1938 г. Между 1938 и 1939 г. е интерниран в Малко Търново. Бил е секретар на Областния комитет на ОФ. От 1940 до 1941 г. работи като продавач на риба.
Между 1941 и 1942 г. е въдворен в лагера Кръсто поле. Между 1942 и 1943 г. е пласьор на сапун. От 1943 до 1944 г. работи в кантората на Лулчо Червенков. След това закупува 1/2 дъскорезница, за да може семейството му да се издържа, тъй като е повикан за партизанин. От 1944 г. е партизанин в Радомирския партизански отряд.
От 9 септември 1944 г. до април 1945 г. е организационен секретар на Областния комитет на ОФ. От 26 март 1945 година е инструктор в първа българска армия. От 1946 до 1947 г. завежда общовойсковите части в Политическото управление на войската. Между февруари 1947 и юли 1948 г. управлява организационно-кадровия отдел на управлението. След това до 1950 г. е началник на политическия отдел на седма стрелкова дивизия в Дупница. От 1950 до 1951 г. е началник на политическия отдел на втора армия. Между 1951 и 1953 г. е освободен член на Военния съвет на втора армия. През януари 1953 г. завършва задочния факултет на Военната академия в София. На следващата година става кандидат-член на ЦК на БКП. Между декември 1953 и април 1956 г. е началник на Военно-политическата академия в София. От 14 септември 1954 г. е генерал-майор. В периода 1956 – 1962 г. е началник на Главното политическо управление на Българската народна армия.
Член на ЦК на БКП (1958 – 1984). От 1962 до 1968 г. е председател на Комитета по труда и работната заплата, министър на труда и социалните грижи (1968 – 1974). Председател на Централния съвет на Българските професионални съюзи между 1974 и 1981 г. Член на Държавния съвет от 1974 г., секретар на ЦК на БКП от 1979 г. Герой на социалистическия труд. Умира в София на 3 февруари 1984 г. Герой на Народна република България от 1981 г.